# Christian Schkuhr
Christian Schkuhr, född 14 maj 1741 i Pegau, död 17 juli 1811 i Wittenberg, var en tysk botaniker.
Schkuhr utbildade sig till trädgårdsmästare, men blev sedermera universitetsmekaniker i Wittenberg. Han är känd för omfattande och noggranna botaniska bildverk, alla med kolorerade tavlor, nämligen Botanisches Handbuch der mehresten theils in Deutschland wildwachsenden: theils ausländischen in Deutschland unter freyem Himmel ausdauernden Gewächse (1–3, 1791–1803; ny upplaga 1–4 med 485 tavlor 1808), Beschreibung und Abbildung der Theils bekannten, Theils noch nicht beschriebenen Arten von Riedgräsern nach eigenen Beobachtungen und vergrösserter Darstellung der kleinsten Theile (1, 2, 1801, 1806), Enchiridion botanicon (1805) och Vier und zwanzigste Klasse des Linneischen Pflanzensystems oder Kryptogamische Gewächse, 1 (1806–09), 2 (1810).
Auktorsnamnet Schkuhr kan användas för Christian Schkuhr i samband med ett vetenskapligt namn inom botaniken; se Wikipediaartiklar som länkar till auktorsnamnet.